# Lingua erza
La lingua erza (nome nativo: эрзянь кель, ėrzjan' kel'; in russo: эрзянский язык, ėrzjanskij jazyk) è una lingua mordvina parlata in Russia, nella regione del Volga.

## Distribuzione geografica
La lingua erza è parlata principalmente nella parte orientale della Mordovia. È diffusa anche in altri territori della regione del Volga: le repubbliche di Baschiria, Ciuvascia e Tatarstan, e gli oblast' di Nižnij Novgorod, Orenburg, Penza, Samara e Ul'janovsk. La lingua è attestata anche in molti stati dell'ex Unione Sovietica.
Le stime sul numero di locutori non sono precise, perché i dati del censimento russo sommano assieme tutti i locutori di lingue mordvine, senza distinguere tra le due varianti erza e mokša.

## Classificazione
Appartiene alle lingue mordvine assieme alla lingua mokša.

## Sistema di scrittura
Per la scrittura viene utilizzato l'alfabeto cirillico.